# Kiessee Neu Zachun
Der Kiessee Neu Zachun ist ein durch Kiesabbau entstandener Baggersee innerhalb des Gemeindegebietes von Hoort im Landkreis Ludwigslust-Parchim in Mecklenburg-Vorpommern.
Der See befindet sich einen Kilometer westlich des namensgebenden Hoorter Ortsteils Neu Zachun, 1,4 Kilometer südöstlich von Bandenitz und 16 Kilometer südwestlich von Schwerin. Unmittelbar östlich des Gewässers verläuft die Bahnstrecke Hagenow Land–Schwerin, südlich die Bundesautobahn 24 und nördlich die Kreisstraße 30. Die West- und Südufer sind bewaldet. Der beinahe rechteckige Kiessee hat eine Länge von etwa 385 Metern und eine Breite von 275 Metern. Er nimmt eine Fläche von zehn Hektar ein, der Umfang beträgt 1,26 Kilometer. Der Wasserstand liegt 34,4 Meter über dem Meeresspiegel. Bedingt durch die Entstehung besitzt der See keine Zu- oder Abflüsse.
Das Gewässer ist um 1980 künstlich durch die Ansammlung von Grundwasser in einer Kiesgrube entstanden. Für den Bau der Transitautobahn von Hamburg nach Wittstock/Dosse, der heutigen A 24, diente die Grube als Füllbodenlieferant. 1982 wurde eine kommunale Badeanstalt eröffnet, die bis zur Wende durch die Gemeinde betrieben und anschließend verpachtet wurde. Auf dem Gewässer ist in den 1990er Jahren eine Wasserskilift-Anlage installiert worden. Die Liegewiese am Nordufer wurde umgestaltet und ein Campingplatz eingerichtet. Es wurden eine gastronomische Einrichtung und sanitäre Einrichtungen erbaut.
In den vom Sozialministerium Mecklenburg-Vorpommern herausgegebenen Badewasserkarten erreicht der Kiessee Neu Zachun seit 2000 die höchste Wasserqualitätsstufe.